# Sam Townsend
Sam Townsend, född 26 november 1985, är en brittisk roddare. Hans fru, Natasha Page, har också tävlat i rodd vid olympiska sommarspelen.
Townsend tävlade för Storbritannien vid olympiska sommarspelen 2012 i London, där han tillsammans med Bill Lucas slutade på 5:e plats i dubbelsculler.
Vid olympiska sommarspelen 2016 i Rio de Janeiro slutade Townsend på 5:e plats i scullerfyra. Övriga i roddarlaget var Jack Beaumont, Angus Groom och Peter Lambert.